# Eosentomon chickasawense
Eosentomon chickasawense är en urinsektsart som beskrevs av Outten och Allen 1989. Eosentomon chickasawense ingår i släktet Eosentomon och familjen trakétrevfotingar. Inga underarter finns listade i Catalogue of Life.